# Choi Kyoung-hwan
Choi Kyoung-hwan (kor. 최경환, ur. 2 czerwca 1955 w Sincheon-dong) – południowokoreański ekonomista i polityk, związany z partią Saenuri. Pełniący obowiązki premiera Korei Południowej od 27 kwietnia do 18 czerwca 2015, minister finansów i strategii oraz wicepremier od 18 lipca 2014.
Ukończył szkołę średnią w Daegu w 1975, następnie uzyskał tytuł bakałarza ekonomii na Yonsei University i tytuł doktora nauk ekonomicznych (Ph.D. in economics) po studiach na University of Wisconsin-Madison od 1987 do 1991. W 2009 uzyskał też honorowy tytuł doktora z polityki na Daegu Haany University. Następnie m.in. od 1994 do 1997 współpracował z Europejskim Bankiem Odbudowy i Rozwoju oraz w 2002 był doradcą ekonomicznym kandydata na prezydenta Lee Hoi-changa. Był doradcą ekonomicznym prezydenta Kim Young-sama, a także współpracował z gazetą Korea Economic Daily. Parlamentarzysta od 2004 roku, reprezentuje okręg Gyeongsan-Cheongdo. Od 2009 do 2011 był ministrem oświaty i ekonomii W 2014 roku został ministrem finansów i rozwoju oraz wicepremierem w rządzie Jung Hong-wona, utrzymał to stanowisko mimo dwukrotnej zmiany szefa rządu. Po rezygnacji oskarżonego o korupcję nowo powołanego premiera Lee Wan-koo od 27 kwietnia 2015 tymczasowo pełnił obowiązki premiera. 18 czerwca kolejnym szefem rządu został Hwang Kyo-ahn, Choi Kyoung-hwan zachował natomiast stanowisko wicepremiera.